# Wikipedija na ruskom jeziku
Wikipedija na ruskom jeziku (ruski: Русская Википедия) inačica je  Wikipedije napisana na ruskom. Započeta je 20. svibnja 2001.
Sada ima 2 036 105 članaka, 9240 aktivnih suradnika,  66 administratora i ukupno 143 905 921 uređivanje.

## Vanjske poveznice
- Wikipedija na ruskom jeziku